# Metaphalangium
Metaphalangium – rodzaj kosarzy z podrzędu Eupnoi i rodziny Phalangiidae.

## Występowanie
Przedstawiciele rodzaju występują w południowej Europie, Afryce Północnej i Azji Mniejszej.

## Systematyka
Opisano dotąd 14 gatunków kosarzy z tego rodzaju:
- Metaphalangium abruptus (Kollar, in Roewer 1911)
- Metaphalangium abstrusus (L.Koch, 1882)
- Metaphalangium albiunilineatum (Lucas, 1847)
- Metaphalangium bispinifrons (Roewer, 1911)
- Metaphalangium cirtanum (C. L. Koch, 1839)
- Metaphalangium leiobuniformis (C.L.Koch, 1872)
- Metaphalangium monticola (Mkheidze, 1952)
- Metaphalangium orientale Starega, 1973
- Metaphalangium punctatus Roewer, 1956
- Metaphalangium spiniferum (Lucas, 1840)
- Metaphalangium spinipes Roewer, 1956
- Metaphalangium strandi (Nosek, 1905)
- Metaphalangium sudanum Roewer, 1961
- Metaphalangium tuberculatum (Lucas, 1847)